# اوه سو یون (رمان‌نویس)
اوه سو یون (Oh Soo-yeon) (هانگول: 오수연) نویسنده مدرن کره جنوبی است.

## زندگی
اوه سو یون در سال ۱۹۶۴ در کره به دنیا آمد و فعالیت ادبی خود را در سال ۱۹۹۴ با تعطیلات ملی در سرزمین کوتوله‌ها آغاز کرد که زندگی دو دوست دانشگاهی مین چول و می سون ده سال پس از شرکت در جنبش دموکراسی دانشجویی را به تصویر می‌کشد. دهه ۱۹۸۰ پس از انتشار خانه خالی در سال ۱۹۹۷، او به مدت دو سال در هند زندگی کرد. او به فعال حمایت از کشورهای جهان سوم است و در سال ۲۰۰۳ به عنوان نماینده ادبی جنبش ضد جنگ از عراق و فلسطین بازدید کرد.
در سال ۱۹۹۴، او برنده جایزه هنرمند جدید، در سال ۲۰۰۱ جایزه ادبیات Hanguk Ilbo و در سال ۲۰۰۶ جایزه هنرمند زیبا شد.

### رمان
- تعطیلات ملی در سرزمین کوتوله‌ها (۱۹۹۴)

### مجموعه داستان کوتاه
- خانه خالی (۱۹۹۷)

### مجموعه انشا
- نمیر، ابوعلی (۲۰۰۴)

## جوایز
- جایزه هنرمند جدید (۱۹۹۴)
- جایزه ادبیات Hanguk Ilbo (2001)
- جایزه هنرمند زیبا (۲۰۰۶)